# Гонсалес, Уго (испанский футболист)
У́го Гонса́лес Сотос (исп. Hugo González Sotos; 7 февраля 2003, Валенсия, Испания) — испанский футболист, вингер клуба «Валенсия Месталья».

## Клубная карьера
18 июля 2023 года Гонсалес дебютировал за основную команду «Валенсии» в товарищеском матче против английского клуба «Ноттингем Форест».
18 августа 2023 года в матче чемпионата Испании против «Лас-Пальмаса» Уго официально дебютировал за «Валенсию».